# Fiat Panda
A Fiat Panda egy miniautó, amelyet az olasz Fiat autógyár készít 1980 óta. Összesen 3 generációja van.

## Az első generáció (1980–2003)
A Fiat Panda 1980-ban került forgalomba. Először a genfi Autószalonon mutatták be. Az autó karosszériáját Giorgetto Giugiaro tervezte.
Két változatban került piacra: kisebb típusba 652 cm³-es, kéthengeres, léghűtéses, 22 kW-os (30 LE-s), a nagyobb típusba négyhengeres, vízhűtéses, 903 cm³-es 33 kW-os (45 LE-s) motort szereltek. A kisebbik fogyasztása 5,4-7,4 liter, a nagyobbiké 5,8-8,4 liter/100 km. Végsebességük 130 km/h, illetve 140 km/h. 
 Összesen 4 500 000 darabot gyártottak belőle.

### Modellvariánsok

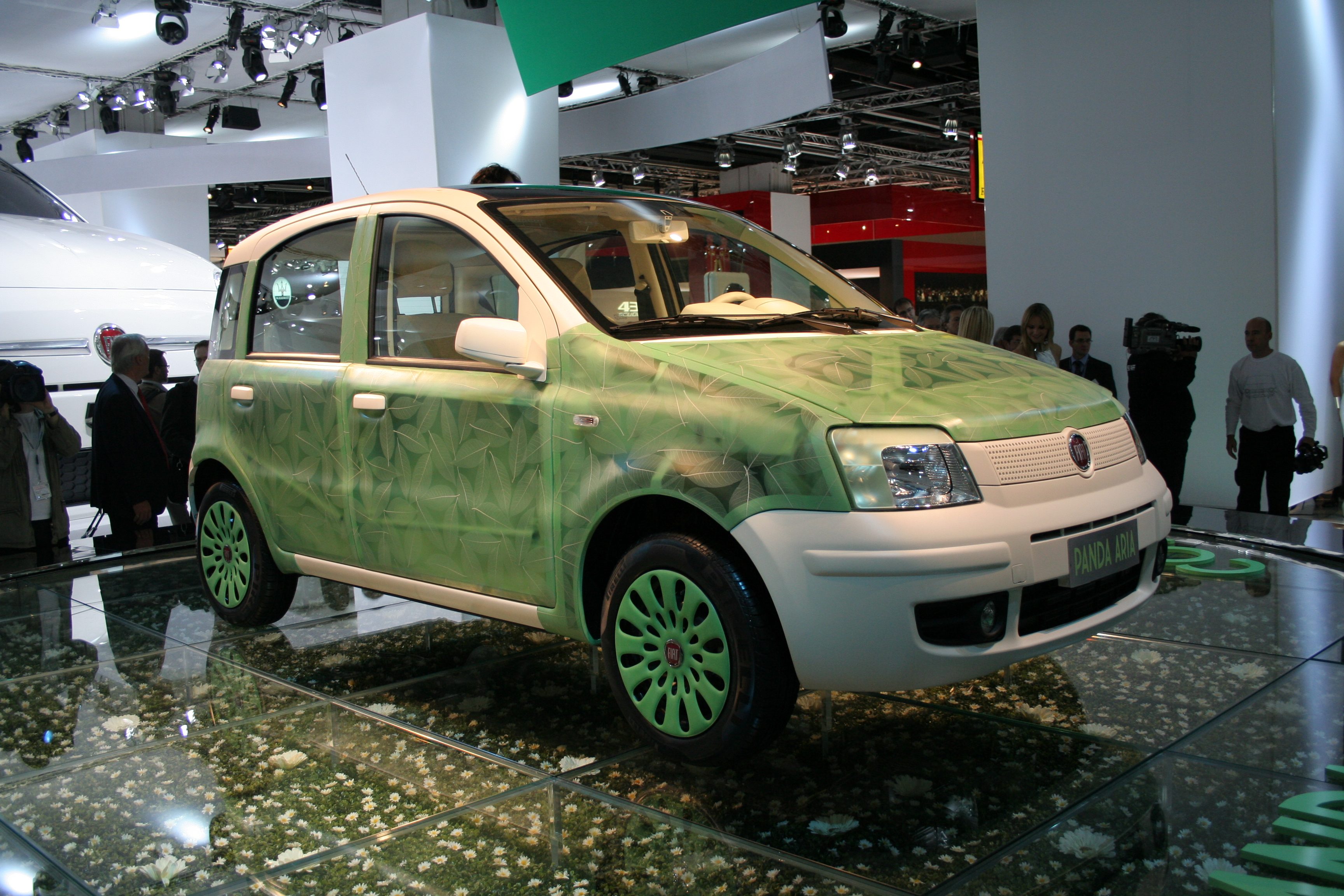
Fiat Panda Aria

| - Panda 45 Stéréo - 1982 - Panda 45 CL FM - 1984 - Panda 30 CL College - 1985 - Panda 45 S V.I.P. - 1985 - Panda 45 S Bianca - 1985 - Panda 34 Bianca - 1985 - Panda 34 Nera - 1985 - Panda Nuova 4x4 - 1985 - Panda 1300 D - 1986 - Panda 750 Young - 1987 - Panda 4x4 Sisley - 1987 - Panda 4x4 Brava - 1987 - Panda 4x4 Val D'Isère - 1987 - Panda 4x4 Piste Noire - 1987 - Panda 750 FIRE CL Shopping - 1987 - Panda 750 FIRE L Fantasia - 1987 - Panda 750 FIRE L Fun - 1987 - Panda 750 FIRE L Pop - 1987 - Panda 750 FIRE L Adria - 1987 - Panda 750 FIRE CL Shopping II - 1988 - Panda 750 FIRE CL Shopping FM - 1988 - Panda 750 FIRE CL Bella - 1989 - Panda 1000 FIRE CL Bella - 1989 - Panda 4x4 Sisley II - 1988 - Panda 4x4 Trekking - 1989 - Panda 750 Young 2 - 1989 - Panda 750 FIRE L Dance - 1989 - Panda 900 Dance - 1989 - Panda 4x4 Val D'Isère II - 1989 - Panda 1000 FIRE Sergio Tacchini - 1990 - Panda 750 Mondiali di Calcio/Italia '90 - 1990 - Panda 750 FIRE L Mondiali di Calcio/Italia '90 - 1990 - Panda 750 FIRE CL Mondiali di Calcio/Italia '90 - 1990 - Panda 750 FIRE S Mondiali di Calcio/Italia '90 - 1990 - Panda 750 FIRE Sergio Tacchini - 1990 - Panda 750 FIRE L New Dance - 1990 - Panda 900 New Dance - 1990 - Panda 900 Bella - 1990 - Panda 900 i.e. Dance II - 1991 - Panda 4x4 Trekking II - 1991 - Panda 1000 FIRE Nuova Shopping - 1991 - Panda 900 i.e. Regimental - 1992 - Panda 900 i.e. Cafè - 1992 - Panda 750 FIRE Cafè - 1992 - Panda 900 i.e. Eleganza - 1992 - Panda 750 FIRE Pink - 1992 - Panda 750 FIRE Verde - 1992 - Panda 750 FIRE Malicia - 1992 - Panda 750 FIRE Estivale - 1992 - Panda 1000 i.e. FIRE Pink - 1992 - Panda 1000 i.e. FIRE Verde - 1992 - Panda 1000 i.e. FIRE Cafè II - 1993 - Panda 1000 i.e. FIRE Regimental II - 1993 - Panda 1000 i.e. FIRE Marine BlueBay - 1993 - Panda 1000 i.e. FIRE Mod - 1993 |

## A második generáció (2003–2011)
A második generáció 2003 tavaszán jelent meg először, majd 2004-ben már terepjáró illetve sport változatot is gyártottak. Elődjével összhangban ez a generáció is elég közkedvelt típus: a mai napig összesen 2 168 491 darab talált gazdára. Annak ellenére, hogy nem kimondottan családi autó, Magyarországon is meglehetősen sok található belőle. 2004-ben az év autójának is megválasztották. A fővárosban is fürge, 1,1-es, illetve 1,2 literes változataival már az országútra is merészkedhetünk. A 100HP típusú sportváltozatát már 1,4 literes motorral szerelték fel. Az 1,3 literes Multijet változata pedig már dízelmotorral rendelkezik. A kisautó végsebessége 165 km/h.

### Modellvariánsok
| - Fiat Panda Alessi - Fiat Panda Aria - Fiat Panda Hydrogen - Fiat Panda Jolly - Fiat Panda Luxury - Fiat Panda Mamy - Fiat Panda MultiEco - Fiat Panda Multijet - Fiat Panda Panda Natural Power - Fiat PanDAKAR - Fiat Panda Simba - Fiat Panda Tanker - Fiat Panda Terramare 4 - Fiat Panda Sport - Fiat Panda Racing |

## A harmadik generáció (2011–től)
A Fiat 2011 szeptemberében bemutatta a Panda harmadik generációját a 2012-es frankfurti autóbemutatón. Az új architektúra a Fiat Mini platformon alapul. A termelés a megújult Pomigliano d'Arco üzemben kezdődött 2011 utolsó negyedévében. A régebbi modell a gyártásban maradt, és Panda Classic-ként értékesítették, ami alacsonyabb árakkal (kb. 27%) köszönhető. Az olaszországi autó gyártására vonatkozó döntés, a lengyelországi Tychyben olcsóbb munkaerővel való gyártás helyett, az olasz miniszterelnök, Mario Monti és a Fiat igazgatói közötti megállapodás miatt történt, hogy nem zárják be az olaszországi Fiat üzemek egyikét sem.

### Modellvariánsok
| - Fiat Panda Alessi - Fiat Panda Aria - Fiat Panda Hydrogen - Fiat Panda Jolly - Fiat Panda Luxury - Fiat Panda Mamy - Fiat Panda MultiEco - Fiat Panda Multijet - Fiat Panda Panda Natural Power - Fiat PanDAKAR - Fiat Panda Simba - Fiat Panda Tanker - Fiat Panda Terramare 4 - Fiat Panda Sport - Fiat Panda Racing |

## Fordítás
- Ez a szócikk részben vagy egészben  a   Fiat Panda című angol Wikipédia-szócikk fordításán alapul.  Az eredeti cikk szerkesztőit annak laptörténete sorolja fel. Ez a jelzés csupán a megfogalmazás eredetét és a szerzői jogokat jelzi, nem szolgál a cikkben szereplő információk forrásmegjelöléseként.